# ساوکیاز
ساوکیاز (انگلیسی: Savkiyaz) یک شهرک در شهرستان تاتیشلینسکی استان باشقیرستان کشور روسیه است.